# Alnitak
Alnitak (zeta Orionis) is een drievoudige ster in het sterrenbeeld Orion. De ster staat in de Gordel van Orion.
De ster staat ook bekend als Alnitah. Alnitak is de linker ster van het opvallende rijtje van drie sterren die de gordel van Orion uitbeelden, de andere twee sterren zijn Alnilam en Mintaka.
Net ten zuiden van de ster is de paardenkopnevel te vinden, dichterbij ten oosten staat de nevel NGC 2024.

## Systeem
Alnitak is een drievoudig stersysteem aan de linkerkant van de Gordel van Orion. De primaire component (Alnitak A) is zelf een nauwe dubbelster, bestaande uit Alnitak Aa en Alnitak Ab. Aa wordt geschat op maximaal 28 keer zo massief als de zon, en zou een diameter van 16.220.000 km hebben. Het is de helderste ster van klasse O aan de nachtelijke hemel. Alnitak B is de derde component van het systeem. De ster heeft een omlooptijd van 1500 jaar.

## Culminatie van Alnitak
Als Alnitak culmineert is het aan te raden om op hetzelfde moment op zoek te gaan naar de zich 32 graden zuidelijker bevindende ster Alpha Columbae (Phact), de hoofdster van het zuidelijke sterrenbeeld Duif (Columba). Deze ster klimt tijdens de culminatie, gezien vanuit de Benelux, slechts 5 graden boven de zuidelijke horizon, maar kan, met behulp van verrekijkers of telescopen, alsnog waargenomen worden.

## Externe link

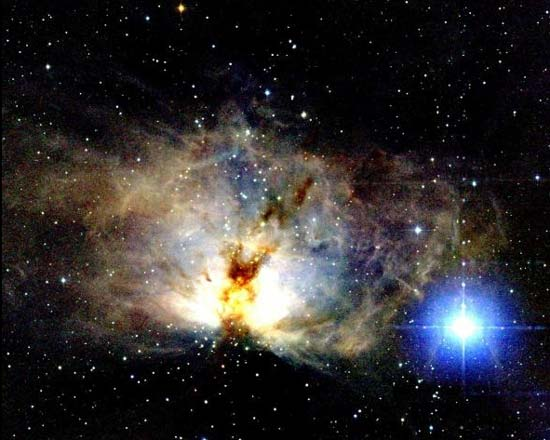
NGC 2024 links van Alnitak